# Союз-12
«Союз-12» — советский пилотируемый космический корабль серии «Союз» (регистрационный номер 1973-067A / 06836), испытательный полёт космического корабля Союз 7K-T.
Целью полёта были испытания модифицированного транспортного корабля «Союз» и испытания спасательных скафандров «Сокол», предназначенных для спасения экипажа в случае аварийной разгерметизации. Космонавты использовали скафандры во время взлёта и посадки.

## Экипаж
Основной экипаж
- Командир: Василий Григорьевич Лазарев (1-й космический полёт)
- Бортинженер: Олег Григорьевич Макаров (1-й космический полёт)

Дублирующий экипаж
- Командир: Алексей Александрович Губарев
- Бортинженер: Георгий Михайлович Гречко

Резервный экипаж
- Командир: Пётр Ильич Климук
- Бортинженер: Виталий Иванович Севастьянов

## Параметры полёта
- Масса аппарата — 6,720 т;
- Наклонение орбиты — 51,61 (51,6)°.
- Период обращения — 88,64 (91,18) мин.
- Перигей — 193 (332,9) км.
- Апогей — 248,6 (347,9) км.

## История полёта

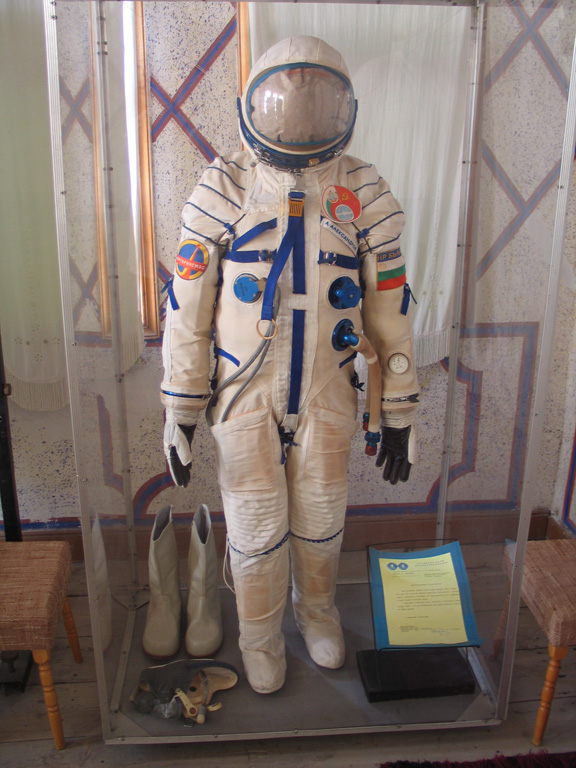
Скафандр «Сокол», эксплуатировался с 1973 года («Союз-12») по 1981 год («Союз-40»)

Экипажи первых космических кораблей серии «Союз» не надевали скафандров, полёт происходил в обычных лётных костюмах.
30 июня 1971 года экипаж космического корабля «Союз-11» (командир Г. Т. Добровольский, бортинженер В. Н. Волков и инженер-испытатель В. И. Пацаев) погиб из-за разгерметизации спускаемого аппарата на этапе возвращения на Землю. Пилотируемые полёты в СССР были приостановлены.
Начиная с полёта «Союз-12» на всех советских и российских космических кораблях космонавты используют лёгкие скафандры, призванные спасти экипаж в случае разгерметизации. На модифицированных КК «Союз 7K-T» экипаж был сокращён с трёх до двух космонавтов, поскольку в тогдашних скафандрах три человека в спускаемый аппарат не помещались и много места заняла система аварийного жизнеобеспечения скафандров. Сегодня размеры скафандров и систем к ним сократились и в спускаемый аппарат снова умещаются три человека (см. далее). Космонавты надевают скафандры во время выведения на орбиту и возвращения на Землю, а также таких потенциально опасных манёвров, как стыковка и расстыковка.
Модифицированные транспортные космические корабли «Союз» лишились солнечных батарей, электропитание бортовых систем происходило только от аккумуляторов. После стыковки с орбитальными станциями «Салют» аккумуляторы корабля заряжались от солнечных батарей станции.

## Рождение традиции
После приземления космонавты в шутку говорили, что с ними всё же был третий член экипажа — товарищ Сухов. Начиная с этого полёта экипажи всех советских и российских космических кораблей перед стартом смотрят художественный фильм «Белое солнце пустыни», это стало традицией.

## Факты
- На двухместных кораблях типа «Союз» советские космонавты летали до 22 мая 1981 года, последним кораблём этой серии был «Союз-40». На смену пришёл трёхместный «Союз Т». На кораблях «Союз Т» стали использоваться скафандры «Сокол-2».
- Солнечные батареи устанавливались на пилотируемых кораблях «Союз-16», «Союз-19», «Союз-22», и на беспилотных «Союзах» «Космос-638» и «Космос-672», участвовавших в совместной советско-американской программе «Союз — Аполлон».
- На корабле «Союз-13», совершившем автономный полёт, тоже были солнечные батареи.
- Космонавты В. Лазарев и О. Макаров, выполнив на "Союзе-12" первые многозональные съёмки (100 фотографий), получили ценные данные о районе полуострова Мангышлак и Бузачи. Обработка снимков позволила составить карту засоленности почв, выявить перспективные для поиска нефти и газа структуры, а также уточнить рельеф и характер подводной растительности северо-восточной части Каспийского моря[1].